# Innovationstävling
En innovationstävling, (engelska Inducement prize contest eller Challenge award), är ett sätt att lösa utmaningar med hjälp av innovationer. Till skillnad från vanliga tävlingar, där pris vanligen ges för genomförd prestation, fokuserar innovationstävlingar på att prisa de lösningar som bäst löser ett presenterat problem.
Longitudproblemet brukar betraktas som den allra första innovationstävlingen, och 300 år senare utlyste NESTA en ny tävling i samma anda.
En annan av historiens tidiga innovationstävlingar initierades år 1795 då Napoleon utlyste en belöning på 12 000 Francs till den som kunde förbättra samtidens metoder att förvara mat. Ett par år senare fick Nicolas François Appert belöningen för sin metod att konservera mat i lufttäta glasburkar.
I Sverige är Vinnova en framträdande understödjare av innovationstävlingsformen, och varje år ger myndigheten bidrag till olika tävlingsarrangörer.